# Избицко (гмина)
Избицко (пол. Izbicko) — сельская гмина (волость) в Польше, входит как административная единица в Стшелецкий повет, Опольское воеводство. Население — 5613 человек (на 2004 год).

## Демография
| Перепись                       | Всего   | Всего | Женщины | Женщины | Мужчины | Мужчины |
| ------------------------------ | ------- | ----- | ------- | ------- | ------- | ------- |
| Единицы                        | человек | %     | человек | %       | человек | %       |
| Население                      | 5613    | 100   | 2910    | 51,8    | 2703    | 48,2    |
| Плотность населения (чел./км²) | 66,1    | 66,1  | 34,3    | 34,3    | 31,8    | 31,8    |

## Поселения
1. Борыч
2. Грабув
3. Избицко
4. Кросница
5. Лигота-Чамборова
6. Отмице
7. Позновице
8. Седлец
9. Спшенцице
10. Суходанец
11. Утрата

## Муниципалитеты-побратимы
- Особлага

## Соседние гмины
1. Гмина Хшонстовице
2. Гмина Гоголин
3. Гмина Озимек
4. Гмина Стшельце-Опольске
5. Гмина Тарнув-Опольски